# (51829) Williemccool
(51829) Williemccool ist ein Asteroid des Hauptgürtels, der am 21. Juli 2001 von der US-amerikanischen Astronomin Eleanor Helin entdeckt wurde, auf Aufnahmen des Projektes Near Earth Asteroid Tracking (NEAT), die mit dem 120-cm-Oschin-Schmidt-Teleskop des Palomar-Observatoriums (IAU-Code 644) in Kalifornien gemacht worden waren.
Er wurde nach dem amerikanischen Astronauten William Cameron McCool benannt, der beim Unglück der Raumfähre Columbia am 1. Februar 2003 ums Leben kam. Nach allen Mitgliedern der Columbia-Besatzung wurden Asteroiden benannt: nach Rick Douglas Husband (51823) Rickhusband, nach Michael Philip Anderson (51824) Mikeanderson, nach David McDowell Brown (51825) Davidbrown, nach Kalpana Chawla (51826) Kalpanachawla, nach Laurel Clark (51827) Laurelclark und nach Ilan Ramon (51828) Ilanramon.